# 津山運転区
津山運転区（つやまうんてんく）は、岡山県津山市の津山駅構内にある西日本旅客鉄道（JR西日本）岡山支社の運転士が所属する組織である。本記事ではルーツに当たる旧津山機関区の歴史についても説明する。

## 歴史
- 1922年（大正12年）：岡山機関庫津山分庫として開設。
- 1923年（大正13年）：津山機関庫に改称。
- 1936年（昭和11年）：機関車庫が完成。
- 1987年（昭和62年）4月1日：国鉄分割民営化により、津山機関区が津山運転区として発足[1]。
- 1989年（平成元年）3月11日：岡山車掌区津山支区と統合して津山列車区になり、津山運転区が廃止[2][3][4]。
- 1990年（平成2年）6月1日：鉄道部制度に伴い、津山鉄道部が発足。

※津山鉄道部時代の歴史は同記事を参照。
- 2008年（平成20年）6月1日：津山鉄道部の廃止により、再び津山運転区が発足。

## 乗務範囲
- 津山線:全線
- 姫新線:佐用~新見間
- 因美線:智頭~東津山間

## 過去の配置車両

### 津山機関区時代
- 蒸気機関車
- 500形 -（在籍1931年）
- 8620形 -（在籍1931年、1937年-1961年）
- 1150形 -（在籍1937年-1943年）
- 230形 -（在籍1947年）
- 1070形 -（在籍1947年）
- 8360形 -（在籍1947年）
- C12形 -（在籍1947年）
- C56形 -（在籍1947年）
- C11形 -（在籍1949年-1965年）
- C58形 -（在籍1961年-1965年）
- 「国鉄動力車配置表』1931年より1965年までの1945年を除く隔年分から『世界の鉄道』1967年、朝日新聞社